# 卡西米爾·勒福舍
卡西米爾·勒福舍（Casimir Lefaucheux，1802年1月26日—1852年8月9日）是一位法國槍械製造師。據信梵高自殺時所用的左輪手槍即由他製作，這把槍現藏于梵高博物館 。

## 生平

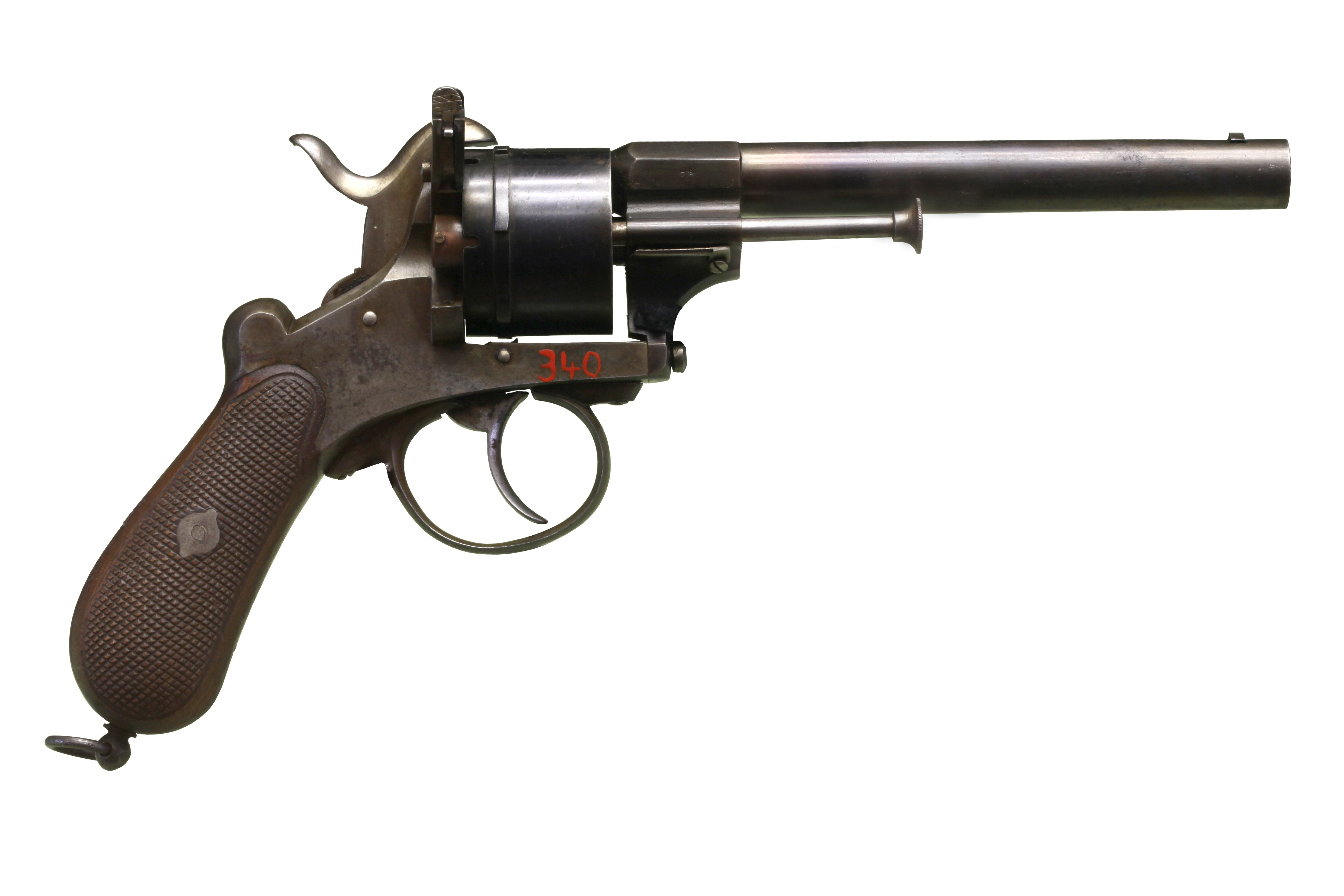
勒福舍左輪手槍

他出生于法國萨尔特省博内塔布勒，1827年獲得第一項專利，1832年做成生平第一支紙殼子彈運動槍，1836年發明了可内置彈藥的子彈，這是同類型且有實用价值的子彈中發明時間最早的一種，由此開啓后膛装载式武器之先河。
1846年，本傑明·霍利爾（Benjamin Houllier）改進了勒福舍的子彈，將這個彈殼改爲純金屬（銅）製作。1852年勒福舍在巴黎去世。1858年勒福舍發明的左輪手槍被政府採購，是最早被政府採用的金屬子彈左輪手槍。
除去梵高的案例，他製作的7毫米口径左輪手槍還在1873年被保尔·魏尔伦用來槍擊阿蒂尔·兰波，這把槍後來在2016年巴黎的一場拍賣會上以€435,000的價格拍出。

## 擴展閲讀
- Henrotin, Gerard Lefaucheux 7mm pinfire revolver explained, HLebooks.com, 2013
- Henrotin, Gerard European percussion & pinfire shotguns explained, HLebooks.com, 2011